# Samovýběr
Samovýběr (self-selection) neboli sebezařazení do výzkumu je nepříznivý jev, který nastává ve chvíli, kdy se lidé účastní průzkumu pouze na základě vlastního rozhodnutí. Někteří respondenti zpravidla projevují větší tendence k účasti na šetření než ostatní, což vede ke zkreslení výsledného materiálu. Samovýběr se projevuje zejména při dotazování prostřednictvím ankety a má negativní vliv na přesnost jejího výsledku.

## Výskyt
S problémem samovýběru se setkáváme zejména při šetření v oblasti sociologie, psychologie, ekonomie a dalších společenských věd. Z různých metod sociologického výzkumu je tento problém nejmarkantnější při tvorbě ankety, kdy výběr respondentů není kontrolován. I přes nízké náklady, rychlost a snadné zpracování dat tedy anketa nepatří ke směrodatným zdrojům informací. Ani v případě vysoké návratnosti anketa nedává reprezentativní vzorek populace. Negativní vliv samovýběru se může projevovat také například při interpretaci průzkumu trhu, kdy se ke spokojenosti s určitým výrobkem či službou vyjádří pouze část spotřebitelů.

## Negativa
Samovýběr je hodnocen jako nepříznivý jev a je snaha jej potlačovat. Nežádoucí situace nastává zejména tehdy, když specifické charakteristiky respondentů, kvůli kterým se rozhodli zařadit do skupiny a průzkumu zúčastnit, vytváří abnormální podmínky ve skupině. Je úzce spjat s jevem, jenž se nazývá non-respons bias, což je situace, kdy v průzkumu odpovídá pouze část populace a tento vzorek má na danou problematiku výrazně jiný názor, než by mohla mít skupina, která dotázaná nebyla.

## Příklady samovýběru
Uvažujme průzkum zasílaný e-mailem obyvatelům určitého města, přičemž lidé se tohoto průzkumu účastní takovým způsobem, že svoji odpověď pošlou emailem zpět na adresu instituce provádějící tento průzkum. Průzkum se zabývá tím, kolik lidí v tomto městě umí číst. Na email samozřejmě odpoví pouze lidé, kteří číst umí, tudíž je průzkum ovlivněn samovýběrem a je nerelevantní.
Dalším příkladem samovýběru může být například anketa zabývající se sebevědomím mladých lidí v rodičovství. Je pravděpodobné, že se do ankety více zapojí lidé, kteří jsou v této oblasti sebevědomí a chtějí se tím pochlubit. Naopak lidé, kteří si svými schopnostmi nejsou příliš jisti, se do tohoto průzkumu spíše nezapojí. Anketa je tedy ovlivněna samovýběrem, neboť existuje skupina lidí, u které je větší pravděpodobnost, že se do tohoto průzkumu zapojí, než u ostatních skupin.
Jako reálný příklad samovýběru lze uvést anketu na českém zpravodajském serveru, zabývající se postojem občanů ČR vůči migrantům. 93,3% účastníků ankety vyjádřilo v anketě negativní postoj, 1,9% postoj pozitivní a pouhých 0,8% hlasujících uvedlo, že nemá vůči migrantům žádný postoj. Lze se tedy domnívat, že je anketa ovlivněna samovýběrem, neboť se do ní zapojují především lidé s vyhraněným názorem na tuto problematiku, zatímco lidé, kteří se o téma uprchlíků příliš nezajímají, do této ankety spíše nepřispívají, tudíž je podíl lidí s neutrálním postojem v anketě zastoupen méně než v realitě, a výsledek ankety lze tedy považovat za zkreslený.

## Zamezení samovýběru
Při průzkumech je nutné vliv samovýběru co nejvíce potlačit, neboť se jedná o negativní jev. V případě prvního příkladu (tedy průzkumu, zda lidé v daném městě umí číst) by se samovýběr dal omezit změnou způsobu průzkumu, tedy například přijít do domu každého obyvatele a zeptat se, zda umí číst. I tak by zde byla určitá míra samovýběru způsobená tím, že by se někteří lidé například styděli přiznat, že číst neumí, ale přesto by byla znatelně nižší. Při publikování výzkumu je vhodné v rámci publikace zmínit možnost zkreslení dat samovýběrem.
Další možností je přičítat při vyhodnocování průzkumu větší váhu možnostem, u kterých je méně pravděpodobné, že budou zmíněny, než možnostem, kde je pravděpodobnost samovýběru velká.